# Дук-дук
Дук-дук — тайный союз у народов Меланезии, связанный с анимистическими верованиями. Название этого союза происходит от слова «дука» (дух умершего). Раз в год в течение месяца члены союза устраивают церемонию, появляясь в деревнях в страшных нарядах и масках. Непосвящённые должны верить, что это не люди, а духи умерших. Таким образом, наводя панику на жителей деревень, с них собирают дань, деньги из раковин.
Свои собственные пляски, обряды и церемонии члены союза устраивают в лесу, в специальном месте, называемом тарану. Содержание этих тайных обрядов до сих пор неизвестно благодаря засекреченности.
Не члены союза, и особенно женщины, на эти церемонии не допускаются под страхом штрафа или смерти.
Новичок, принимаемый в союз, узнаёт, что все представления, внушаемые непосвящённым, — выдумки. Какие новые представления внушают ему взамен, неизвестно.
Во главе союза стоит Тубуан (самый богатый и влиятельный человек селения). После проведения церемонии маски и костюмы уничтожаются, считается, что «Дук-Дук» умер. Тубуан считается духом женского пола, который никогда не умирает.
Тайные мужские союзы в Меланезии есть не везде, в Западной Меланезии их или нет, или они имеют зародышевую форму.